# Balthazar Johannes de Buchwald
Balthazar Johannes de Buchwald (22. januar 1697 – 21. august 1763) var en dansk læge.
Johannes de Buchwald blev født i København og var en søn af daværende livkirurg Johannes de Buchwald, der tidlig vakte hans interesse for lægekunsten. 1714 blev han immatrikuleret ved Københavns Universitet og kort efter alumnus på Borchs Kollegium. 1719 blev han assistent hos lægen ved Kvæsthuset Hieronymus Laub, 1720 disputerede han for den medicinske doktorgrad og rejste straks efter til Holland, hvor han hørte Herman Boerhaaves forelæsninger, men for øvrigt lagde sig særlig efter fødselshjælpen under vejledning af de berømte obstetrikere Henrick van Deventer, Henrick van Roonhuyze og Frederik Ruysch; i Helmstedt hos den berømte kirurg Lorenz Heister fortsatte han sine studier videre.
Efter sin tilbagekomst blev han 1725 landfysikus for Lolland og Falster med 300 rigsdaler i løn og med bopæl i Maribo, hvorfra han 1739 drog til København for efter heldig at have konkurreret med Lodberg Friis, Søren Hee og Johan Heinrich Becker at blive sin faders efterfølger i den medicinske professorpost, og de sædvanlige officielle hædersbevisninger blev ham nu efterhånden til del.
1745 blev han medlem af det kongelige Videnskabernes Selskab, 1749 justitsråd, 1760 etatsråd; universitetsrektor var han gentagne gange. Han havde det fortrin for sin fader at have fået den skolerette lærde dannelse, men kunne i øvrigt langt fra måle sig med denne i overlegen dygtighed, og nogen fremragende universitetslærer blev han aldrig. Dog fortjener han ikke helt det skudsmål, som Niels Ditlev Riegels har givet ham i sin Kirurgiens Historie, "der vel kunde arve Faderens Professorat, men ikke hans Evner". I ethvert tilfælde har han fortjeneste af anatomien, som han flittig demonstrerede på kadaver, og ganske særlig af det fag, der fra hans ungdom var hans yndlingsfag, fødselshjælpen.
På Lolland-Falster virkede han utrættelig for uddannelse og anbringelse af jordemødre og udgav den første danske jordemoderbog, Ny Jordemoderskole (1725), i øvrigt væsentlig efter Deventer og den svenske fødselshjælper Johan van Hoorn. Som professor var han et virksomt medlem af Jordemoderkommissionen og holdt regelmæssige forelæsninger for jordemødre, ligesom han også fik udvirket, at fødselshjælp blev obligatorisk eksamensfag for alle, der søgte fysikatposter (reskript af 2. januar 1761), og at de medicinske studenter opnåede adgang til praktisk uddannelse i faget.
Han begyndte end videre efter faderens forbillede at holde forelæsninger også for disse, hvilken opgave dog først fuldt ud løstes af Johan Just von Berger. Også kirurgien,
navnlig Chirurgia medica, læste han flittig over.
Buchwald var gift først med Gundel Marie født Rodriguez, datter af præst ved Trinitatis Kirke Rodriguez, og derefter med Dorothea Johanne Juel, født Holst (død 1780), enke efter amtsforvalter Juel. Han og hans hustru oprettede et legat på 4000 rigsdaler for fattige medicinske studenter.